# Mike ter Maat
Michael ter Maat (nacido en 1961) es un empresario estadounidense, candidato político, execonomista y oficial de policía retirado. Miembro del Partido Libertario, fue el compañero de fórmula del candidato presidencial Chase Oliver en las elecciones presidenciales de 2024.

## Carrera
Ter Maat recibió su Licenciatura en Ciencias en ingeniería aeronáutica (1982) y su Maestría en Administración de Empresas en gestión (1983) del Instituto Politécnico Rensselaer y su Maestría en Ciencias (1989) y Doctorado en Filosofía (1992), ambos en economía, de la Universidad George Washington.
Fue economista financiero para la Oficina de Administración y Presupuesto de la Casa Blanca desde 1989 hasta 1992. Se desempeñó como Economista Senior y Director de Grupo, Productos de Información para la Asociación de Banqueros Americanos desde 1992 hasta 2002. Fundó Foreword Financial y se desempeñó como director de desarrollo de programas desde 2002 hasta 2008. Desde 2008 hasta 2010, ter Maat fue profesor adjunto en la Universidad Nova Southeastern y la Universidad Barry. Se desempeñó como oficial de policía para la Ciudad de Hallandale Beach, Florida, desde 2010 hasta 2021, después de lo cual se retiró y se mudó a Kinsale, Virginia.

## Campañas políticas

### Campaña para la Cámara de Representantes de los Estados Unidos de 2022
Anteriormente republicano, ter Maat se postuló por primera vez para un cargo como libertario durante la elección especial del distrito congresional 20 de Florida en 2022, donde obtuvo el 0.7% de los votos.
Con respecto a su candidatura al Congreso, ter Maat comentó: "uno de los mayores problemas que tenemos como nación es nuestra creciente división política y que, como libertario, estoy particularmente bien posicionado para contribuir a cerrar este abismo."

### Campaña presidencial de 2024

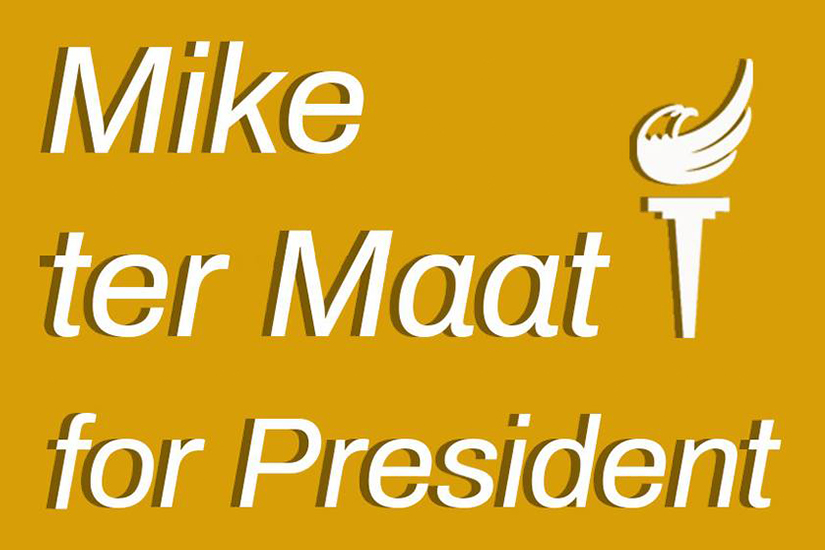
El logotipo de Mike ter Maat para su candidatura presidencial antes de la convención de 2024.

Ter Maat comenzó su campaña buscando la nominación presidencial del Partido Libertario para 2024 en junio de 2022. En la Convención Nacional Libertaria de 2024, terminó tercero para presidente entre diez candidatos nominados y varios por escrito.

### 2024 vice presidential candidacy
Después de ser eliminado para presidente, ter Maat apoyó a Chase Oliver para presidente y aceptó la oferta de Oliver para postularse como su compañero de fórmula vicepresidencial tras expresar su descontento con la estrategia empleada por el Mises Caucus, que respaldó a Michael Rectenwald para presidente. Ter Maat recibió el 51.3% en la segunda ronda de votación, derrotando al subcampeón Clint Russell, quien recibió el 47% de los votos.e.

## Economista austriaco
Después de trabajar para la Asociación de Banqueros Americanos y la Casa Blanca, ter Maat publicó "La economía del dinero electrónico" en IEEE Spectrum, una revista publicada por el Instituto de Ingenieros Eléctricos y Electrónicos en febrero de 1997 y citada por publicaciones como la Asociación de Maquinaria Computacional y patentes, incluyendo para un sistema de pago por internet usando tarjeta inteligente. Es un economista austríaco que aboga por un cambio en la política monetaria hacia un modelo más laissez-faire durante tiempos de recesión.
En un debate uno a uno, transcrito por The Korea IT Times, con el académico de relaciones internacionales y candidato presidencial independiente Emanuel Pastreich, ter Maat afirmó que "El problema es que un colapso del gobierno federal llevará a un colapso de los mercados financieros en todo el mundo, especialmente si el mercado de bonos cae y el dólar estadounidense se desploma".

## Libros
Ter Maat es el editor y coautor de:
- ter Maat, M., Borders, M., Consorte, D., Mavrakakis, I., Sharpe, L., Sammeroff, A., Paige, R., Jiminez, A.. Un New Deal dorado: el gobierno que toleraremos . Amazon, publicado de forma independiente, 30 de diciembre de 2023. [17]

## Plataforma
Ter Maat llama a su plataforma electoral "El Nuevo Acuerdo Dorado."Él quiere descentralizar el gobierno, limitado por la Constitución de los EE. UU. y la Carta de Derechos. Su plataforma consta de diez puntos. 
1. Empoderar la Descentralización de la Autoridad
2. Preservar la Autonomía Individual
3. Eliminar el IRS
4. Limitar el Gasto Federal
5. Terminar con la Inversión Obligatoria
6. Terminar con el Sistema de la Reserva Federal
7. Permitir la Eliminación Progresiva de la Educación Pública
8. Reformar la Responsabilidad Policial
9. Terminar con el Intervencionismo Militar Discrecional
10. Imponer Límites de Mandato